# Eureka, Kalifornien
Eureka är en stad (city) i Humboldt County i delstaten Kalifornien, USA. Eureka är administrativ huvudort (county seat) i Humboldt County och har 27 217 invånare 2011.